# ノア・ジャン・ホルム
ノア・エマニュエル・ジャン・ホルム（Noah Emmanuel Jean Holm, 2001年5月23日 - ）は、ノルウェー・ブスケルー県ドランメン出身のプロサッカー選手。エリテセリエン・ローゼンボリBK所属。ポジションはFW。

## クラブ経歴
地元のストレームスゴトセトIFのユースチームを経て、2017年にRBライプツィヒと契約。2年間U-19ユースリーグでプレーし、2020年にヴィトーリアSCに移籍。翌年母国のローゼンボリBKに移籍し、2021年シーズンは15試合4ゴールを記録。
2022年9月1日、スタッド・ランスに買取オプション付きの1年間のローン移籍で加入した

## 代表歴
2015年から各ユース世代のノルウェー代表でプレーしている。

## 人物
- 父のディヴィッド・ニールセン（英語版）はデンマーク出身の元サッカー選手で、コンゴ民主共和国にルーツを持つ[要出典]。